# Joep van den Ouweland
Joep van den Ouweland (* 6. února 1984, Gilze en Rijen) je nizozemský fotbalový záložník, který je hráčem nizozemského klubu FC Oss.

## Klubová kariéra
V profesionálním fotbale debutoval v dresu De Graafschapu. Dále hrál v Nizozemsku za Go Ahead Eagles a FC Oss.